# Okres Hajdúhadház
Okres Hajdúhadház (maďarsky Hajdúhadházi járás) se nachází v Maďarsku v župě Hajdú-Bihar. Jeho správním centrem je město Hajdúhadház.

## Sídla
V okrese se nachází celkem 3 města a obce:
- Bocskaikert
- Hajdúhadház
- Téglás